# شيهـج (المفلحي)

تعديل مصدري - تعديل

شيهـج هي إحدى قرى عزلة المفلحي بمديرية المفلحي التابعة لمحافظة لحج، بلغ تعداد سكانها 167 نسمة حسب تعداد اليمن لعام 2004.